# فلسفة عملية
يُمكن تقسيم الفلسفة الحديثة إلى فلسفة نظرية وأخرى عملية؛ لعبَ أرسطو دورًا في إبرازها وتتعلَّقُ بالفلسفة الطبيعية والفلسفة الأخلاقية.

## مواضيع الفلسفة العملية
هذه قائمة مُصغَّرة بمواد الفلسفة العملية:
- الأخلاقيات
- فلسفة الجمال
- نظرية القرار
- الفلسفة السياسية

## الإرشاد الفلسفي
الفلسفة العملية تعني أيضًا استخدام الفلسفة والتقنيات الفلسفية في الحياة اليومي بما في ذلك الممارسة التأملية، التفكير الفلسفي والاستشارات الفلسفية وهكذا.
من أمثلةِ مواضيع الاستشارات الفلسفية ما يلي:
- الإرشاد الفلسفي
- فلسفة التربية
- فلسفة القانون
- فلسفة الدين
- فلسفة التاريخ
- فلسفة العلوم الاجتماعية
- نظرية القيمة
- الممارسة التأمليّة

## التعليم الجامعي
يتمُّ تدريس الفلسفة العمليّة في كلٍ من السويد وفنلندا حيثُ يحصل الطلاب في الدولتينِ على دورات في الفلسفة النظرية والعملية بشكلٍ منفصلٍ كما ينالون درجات منفصلة على اعتبار أنها «مادتان مختلفتان». تَستخدم بلدانٌ أخرى مخططات مشابهة بما في ذلك بعض الجامعات الاسكتلندية التي تُقسِّم الفلسفة إلى المنطق والميتافيزيقيا والأخلاق بينما تُدرس باقي جامعات العالم الفلسفة كمادةٍ واحدةٍ بمختلف فروعها.